# Bitwa pod Wijnendaal
Bitwa pod Wijnendaal – starcie zbrojne, które miało miejsce 28 września 1708 podczas hiszpańskiej wojny sukcesyjnej.
Francuzi chcąc odciąć linie zaopatrzeniowe armii sprzymierzonych Eugeniusza Sabaudzkiego i księcia Marlborougha oblegającej Lille postanowili opanować wszystkie przeprawy przez rzekę Skaldę. W tym celu maszerowali wzdłuż rzeki, zajmując i fortyfikując przeprawę za przeprawą. Sprzymierzeni (Anglicy, Austriacy i Holendrzy), chcąc kontynuować oblężenie Lille musieli odzyskać linie zaopatrzeniowe. Dnia 21 września w Ostendzie wylądował angielski korpus ekspedycyjny w sile 6 000 żołnierzy, który wkrótce opanował Leffinghe, skąd prowadziła droga do Lille. Z powodu odcięcia od Skaldy całe zaopatrzenie dla oblegającej Lille armii sprzymierzonych kierowano do Ostendy. Teraz po opanowaniu Leffinghe można je było dostarczyć wojskom oblężniczym. Dla osłony konwoju Marlborough posłał kilkanaście tysięcy żołnierzy (24 bataliony piechoty i 12 szwadronów jazdy). Armia francuska w sile 22 000 żołnierzy postanowiła nie dopuścić, by konwój z zaopatrzeniem dotarł pod Lille. Dnia 28 września Francuzi zaatakowali pod Wijnendaal słabszą, ale dobrze umocnioną armię eskortującą generała Webba, mającą 8 000 żołnierzy. Wszystkie natarcia francuskie zostały odparte. Zadano przy tym Francuzom tak ciężkie straty, że ci musieli zrezygnować z planów zastopowania konwoju i wycofać się. Konwój zdołał dowieźć zaopatrzenie i amunicję o łącznej wadze około 100 ton.
Zwycięstwo sprzymierzonych w bitwie pod Wijnendaal umożliwiło dotarcie zaopatrzenia, co ostatecznie przesądziło o upadku potężnej twierdzy Lille.